# Go Fast (film)
Pour les articles homonymes, voir Go fast (homonymie) et Fast (homonymie).
Pour plus de détails, voir Fiche technique et Distribution.
Go Fast est un film d'action et policier d'Olivier Van Hoofstadt sorti en 2008 et inspiré par des faits réels.

## Synopsis
Marek Belghazi infiltré dans la police de la BRI. Lors d'une opération où il est infiltré dans un gang de braqueurs, il réussit à s'enfuir et faire croire qu'il est en cavale. Jean-Dominique Paoli, son supérieur, explique qu'ils sont chargés de collecter des preuves pour faire tomber un réseau de trafiquants de stupéfiants à Clichy-sous-Bois dont les chefs sont Martinez et N'Diaye. Tandis que Marek reste aux écoutes, quatre policiers dont Paoli sont en planque dans un appartement de la cité. Ils filment et enregistrent les conversations et réussissent à filmer l'arrivée d'un gros convoi de drogue. Ils se font repérer par les guetteurs et sont assassinés par Martinez. Marek sait qui est coupable et lors d'une opération de police arrête Martinez mais N'Diaye s'enfuit. Marek le poursuit mais N'Diaye passe par les égouts, ce qui bloque Marek, qui ne sait pas nager. Faute de preuves, Martinez est relâché tandis que Marek est furieux. Il est muté, par sa supérieure, au cœur du RAID à la suite d'une demande du représentant de la DEA à Paris qui souhaite infiltrer un agent dans un réseau transnational de stupéfiants. Marek suit un entraînement poussé avec le RAID et apprend à nager. Sous le pseudonyme de Slimane Bensaïd, Marek infiltre ensuite le réseau de trafiquants de drogue dirigé par les frères Langlois, se rend jusqu'en Espagne à Malaga puis au Maroc pour aller chercher du cannabis et de la cocaïne en grosse quantité. Il sait qu'un autre agent infiltré se trouve dans le réseau mais ne connaît pas son identité assumée. Au moment du trajet, ils tombent dans une embuscade tendue par Saïd (un ancien membre du gang Langlois qui a décidé de faire cavalier seul, estimant que Wilfrid Langlois ne le payait pas assez bien) et un complice mais ils s'en sortent en tuant Saïd et son complice. Ils font demi-tour et retournent à Malaga où Martinez et N'Diaye se trouvent. Un nouveau convoi se prépare avec trois voitures : Marek fera la route avec N'Diaye. Un peu avant la frontière, Martinez se rend compte que Marek est un agent infiltré et prévient les autres. N'Diaye est tué – au moment où il allait tirer sur Marek – par Gladys, la petite amie de Wilfrid, qui se révèle être l'agent infiltré. Marek poursuit Martinez dans les champs alentour et le neutralise en lui tirant dans les jambes. Enfin Marek accompagne à l'aéroport la veuve et l'orphelin de Paoli qui vont rendre visite au père de Marek au Maroc, puis il accueille Gladys.

## Fiche technique
- Réalisateur : Olivier Van Hoofstadt
- Scénario et dialogues : Bibi Naceri, Emmanuel Prévost et Jean-Marc Souvira
- Musique : Alexandre Azaria Agoria et Soldout
- Montage : Sophie Fourdrinoy
- Producteur : Emmanuel Prévost
- Société de production : EuropaCorp / Avalanche Productions
- Société de distribution : EuropaCorp Distribution (France)
- Format : couleur - 2,35:1 - 35 mm - DTS
- Langue : français
- Date de sortie : 1er octobre 2008

## Distribution
- Roschdy Zem : Marek / Slimane
- Olivier Gourmet : Jean-Do Paoli
- David Saracino : Fred
- Jean-Michel Fête : Méco
- Jil Milan : Lucien
- Catalina Denis : Gladys
- Évariste Kayembe-Beya : N'Diaye
- Frédéric Épaud : Wilfrid
- Julie Durand : Nadia
- Xavier Maly : Evrard
- Jérôme Daran : Bris
- Grégory Gadebois : John Wahl
- Marie Payen : la femme de Jean-Do
- Bibi Naceri : le maître-nageur
- Mourade Zeguendi : Luigi
- Rami Bachbache : Rami
- Raphaël Charlier : Raphaël

## Production

### Lieux de tournage
Le film a été tourné dans les départements de :
- Seine-Saint-Denis
  - Clichy-sous-Bois
    - Cité la Forestière
    - Cité la Mous

  - Gagny
    - Cité Jean Moulin

  - Montfermeil
  - Pantin
- Orne
  - Macé
- Yvelines
  - Croissy-sur-Seine
- Paris
  - 2e arrondissement de Paris
  - 10e arrondissement de Paris
  - 18e arrondissement de Paris
- Val-de-Marne
  - Cachan
    - Piscine de Cachan

  - Créteil
    - Centre commercial Créteil Soleil
- Essonne
  - Bièvres

En Espagne
- Andalousie
  - Algésiras
  - La Línea de la Concepción
  - Malaga
  - Marbella
  - San Roque

Au Maroc
- Ketama

## Autour du film
Le ministère de l'Intérieur a directement participé au film, notamment en formant Roschdy Zem. 
Le héros du film conduit une Audi RS4 dotée d'un moteur V8 à injection directe de 420 ch, un des modèles les plus performants de la marque à la sortie du film.

## Article annexe
- Psychotrope au cinéma et à la télévision